# Polycyrtus patriciae
Polycyrtus patriciae är en stekelart som beskrevs av Zuniga 2004. Polycyrtus patriciae ingår i släktet Polycyrtus och familjen brokparasitsteklar. Inga underarter finns listade i Catalogue of Life.